# Émile Oustalet
Émile Oustalet, né le 24 août 1844 à Montbéliard et mort le 23 octobre 1905 à Saint-Cast-le-Guildo, est un zoologiste français.

## Biographie et travaux

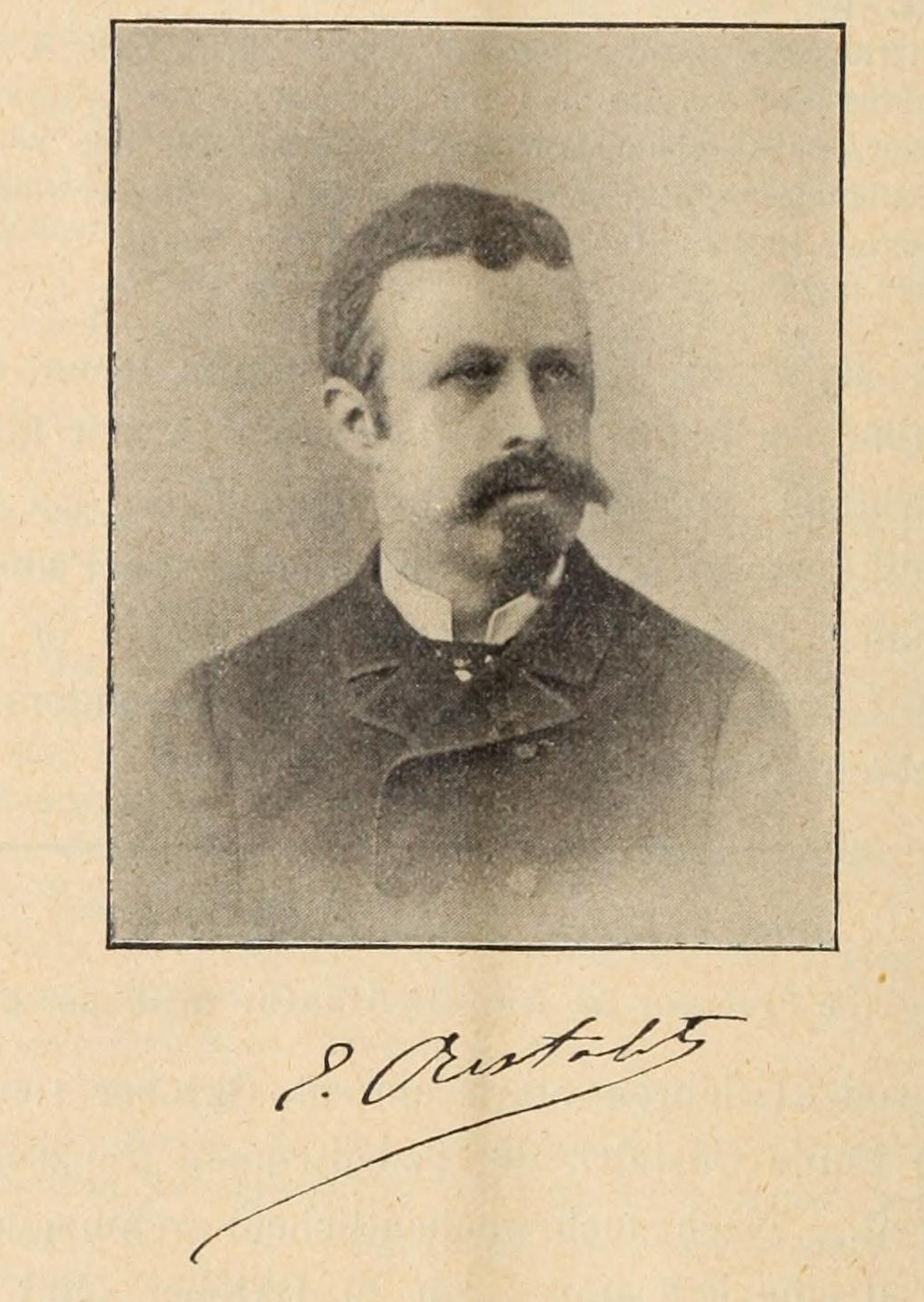
Emile Oustalet en 1906 selon Ornithologische Monatsschrift.

Sa thèse porte sur des Recherches sur les insectes fossiles des terrains tertiaires de la France (1874) où il étudie les fossiles principalement d'Auvergne et des alentours d'Aix-en-Provence. En 1873, il succède à Jules Verreaux (1807-1873) comme assistant-naturaliste au Muséum national d'histoire naturelle de Paris. En 1900, il occupe la chaire de mammalogie après la mort d'Alphonse Milne-Edwards (1835-1900).
Il fait paraître Les Oiseaux de la Chine ... Avec un atlas de 124 planches, dessinées et lithographiées par M. Arnoul et coloriées au pinceau (1877) avec le père Armand David (1826-1900). C'est lui qui étudie et décrit les 160 spécimens rapportés par Jean Dybowski (1856-1928) lors de son expédition au Congo.

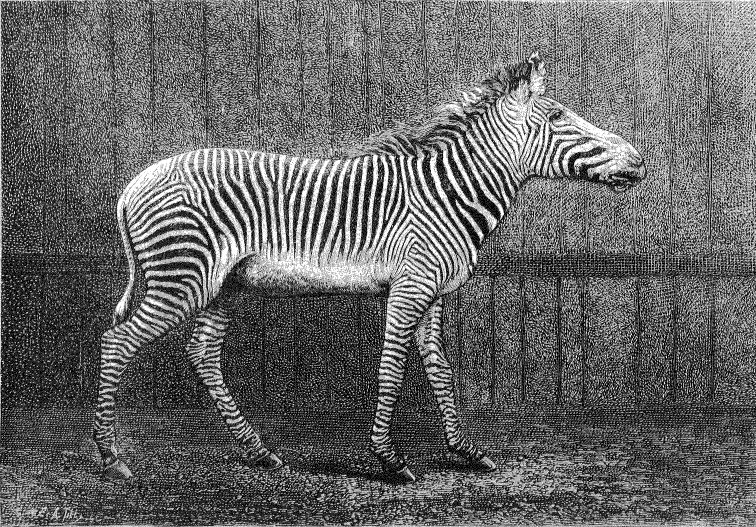
Zèbre offert au président Jules Grévy (1882), utilisé par Oustalet pour décrire Equus grevyi.

Le zèbre de Grévy a été offert en 1882 à Jules Grévy, président de la République française, par Ménélik II d'Éthiopie, roi de Choa. Arrivé en France, l'animal fut confié à la Ménagerie du Jardin des Plantes du Muséum national d'histoire naturelle, où il mourut après quelques jours. C'est grâce à ce spécimen que Émile Oustalet a pu identifier et décrire l'espèce Equus grevyi pour la première fois.

## Premières descriptions
- Equus grevyi - Zèbre de Grévy, 1882.
- Montifringilla henrici – Niverolle de Henri, 1892.
- Chloris ambigua - Verdier d'Oustalet, 1896.

## Hommages
Jean-Frédéric Émile Oustalet présidera la Société zoologique de France en 1893. Il sera membre du Conseil d'administration de la Société Nationale d'Acclimatation de France de 1892 à 1905.
Il est fait chevalier de la légion d'honneur. 

### Espèces dédiées (décrites par un tiers)
- Anas oustaleti (Salvadori, 1894) ;
- Anthicus oustaleti Telnov, 1999 ;
- Cinclodes oustaleti Scott, 1900 – Cinclode d'Oustalet ;
- Cinnyris oustaleti (Bocage, 1878) – Souimanga d'Oustalet ;
- Harpalus oustaleti Meunier, 1915 - un coléoptère et carabe ;
- Megapodius freycinet oustaleti Roselaar, 1994 – Mégapode de Freycinet ;
- Nothoprocta pentlandii oustaleti Berlepsch & Stolzmann, 1901 – Tinamou des Andes ;
- Phylloscartes oustaleti (P. L. Sclater, 1887) – Tyranneau à front noir.

Sinon pour les espèces concernées, consulter la liste générée automatiquement.

## Liste partielle des publications
- 1874 : Recherches sur les insectes fossiles des terrains tertiaires de la France (Paris : G. Masson).
- 1877 : avec Armand David, Les Oiseaux de la Chine (G. Masson, Paris, deux volumes).
- 1878 : Avec Alphonse Milne-Edwards, Études sur les Mammifères et les Oiseaux des Îles Comores (Paris).
- 1880-1881 : Monographie des oiseaux de la famille des mégapodiidés (deux parties, Paris).
- 1889 : Oiseaux dans le compte rendu de la mission scientifique du Cap Horn. 1882-1883 (Paris : Gauthier-Villars et fils).
- 1893 : La Protection des oiseaux (Paris : Jouvet) — réimprimé en 1895 et réédité en 1900.
- 1895 : Les Mammifères et les Oiseaux des îles Mariannes (deux parties, Paris).
- 1899 : Oiseaux du Cambodge, du Laos, de l'Annam et du Tonkin (Paris).